# Wu Wei

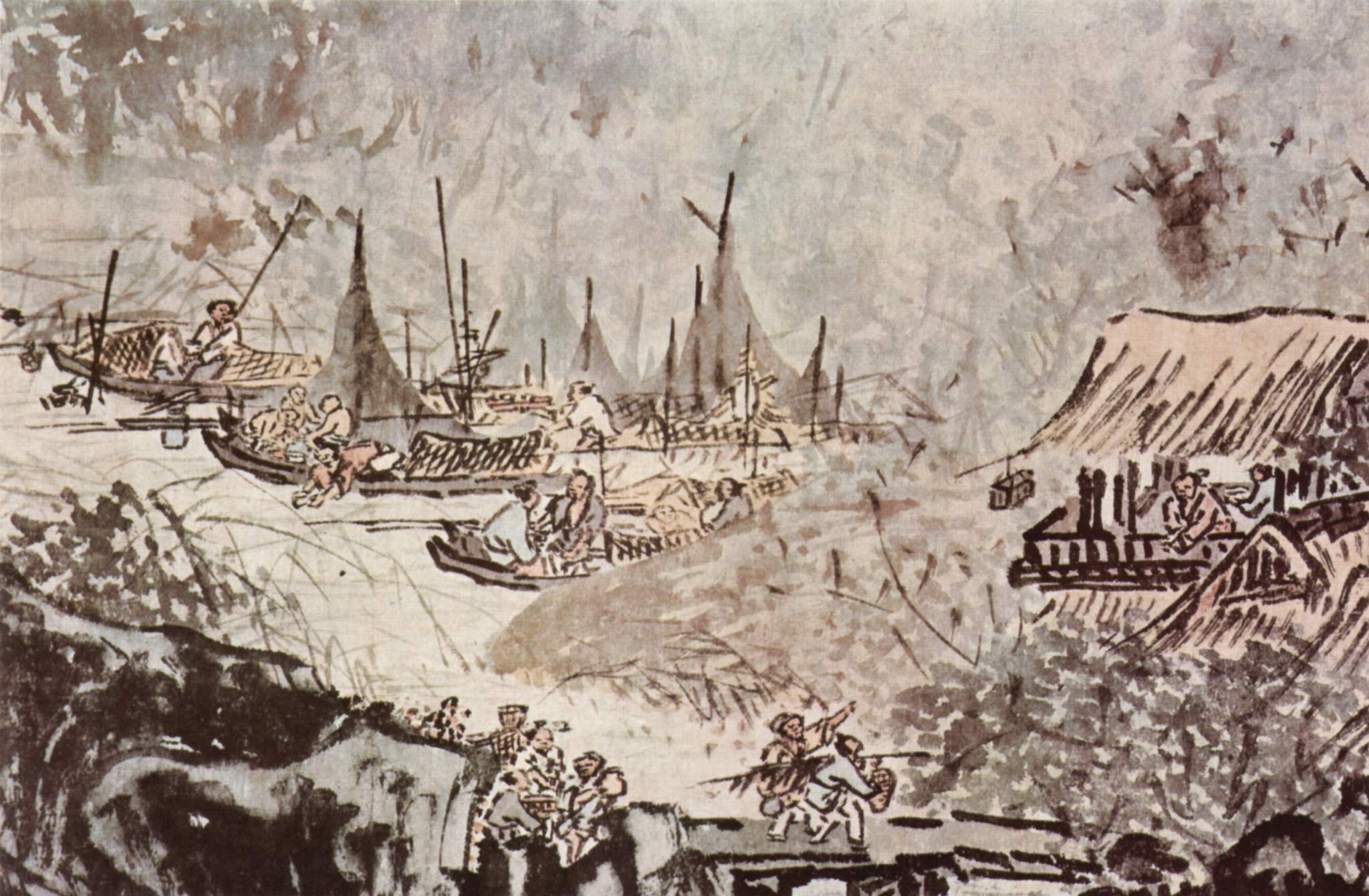
Obraz Wu Weia, przedstawiający wioskę rybacką

Wu Wei (chiń. upr. 吴伟; chiń. trad. 吳偉; pinyin Wú Wěi; ur. 1459, zm. 1508) – chiński malarz działający w epoce Ming.
Pochodził z prowincji Hubei. Mając 17 lat wyjechał do Nankinu, gdzie zaczął utrzymywać się z malarstwa. Sprowadzony przez cesarza Chenghua do Pekinu, został malarzem nadwornym. Cieszył się opinią ekscentryka, na co wpływ miały jego niekonwencjonalne zachowania oraz zamiłowanie do nadużywania trunków. Jeden ze swoich obrazów miał stworzyć, rozlewając po pijanemu tusz na papier i następnie bezładnie rozcierając go, aż zaczął układać się w kształty gór, drzew i chmur. Powstały w ten sposób pejzaż był tak doskonały, że spotkał się z uznaniem cesarza.
Tworzył malarstwo pejzażowe w stylu szkoły południowej. Specjalizował się w nowatorskim przedstawianiu postaci ludzkich, które w przeciwieństwie do tradycyjnego ujęcia tematu dominują nad otaczającym je krajobrazem. Szczególnie chętnie przedstawiał na swoich obrazach sceny z wiosek rybackich.